# Lupinus palaestinus
Lupinus palaestinus là một loài thực vật có hoa trong họ Đậu. Loài này được Boiss. miêu tả khoa học đầu tiên.

## Hình ảnh

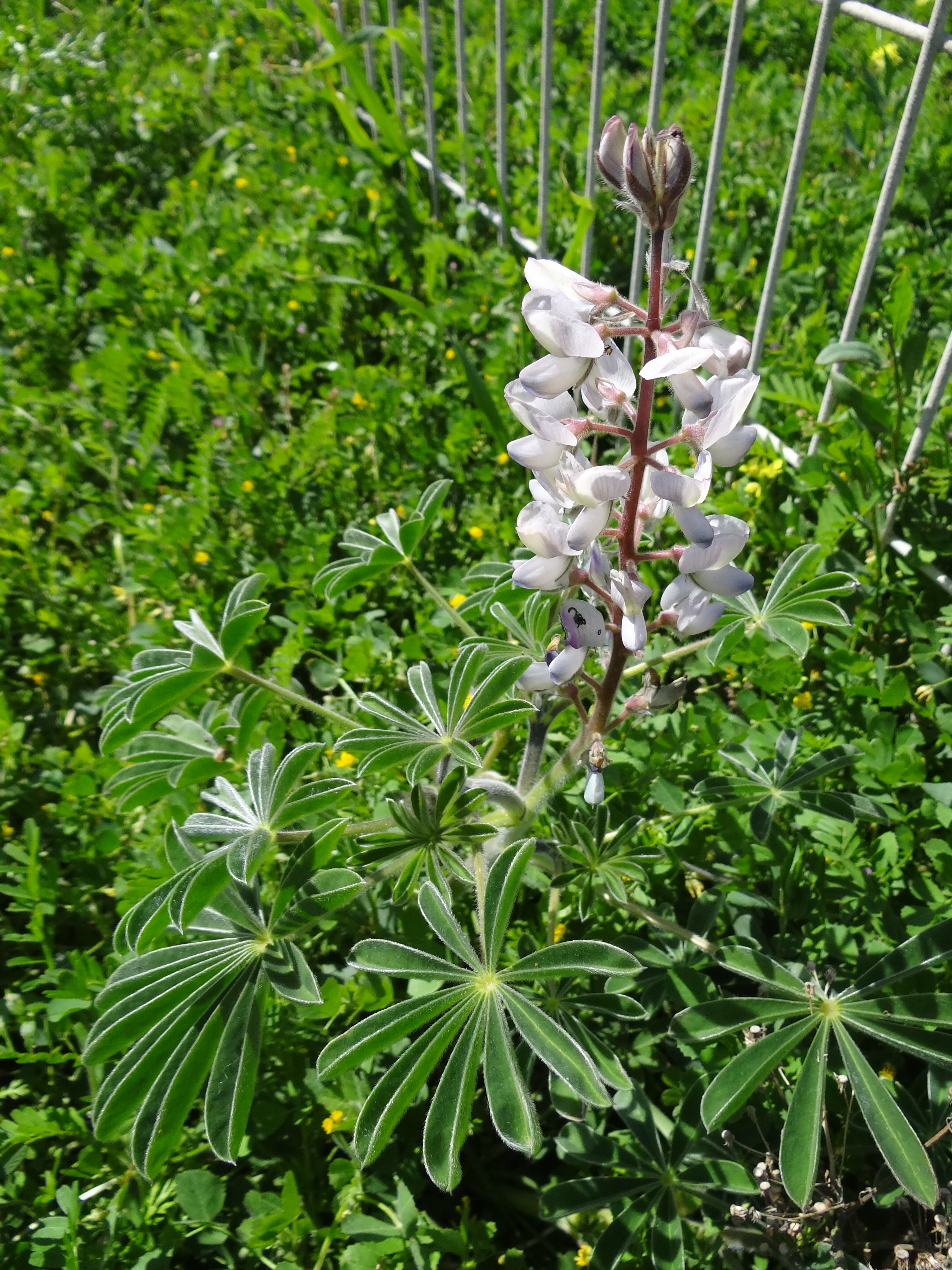
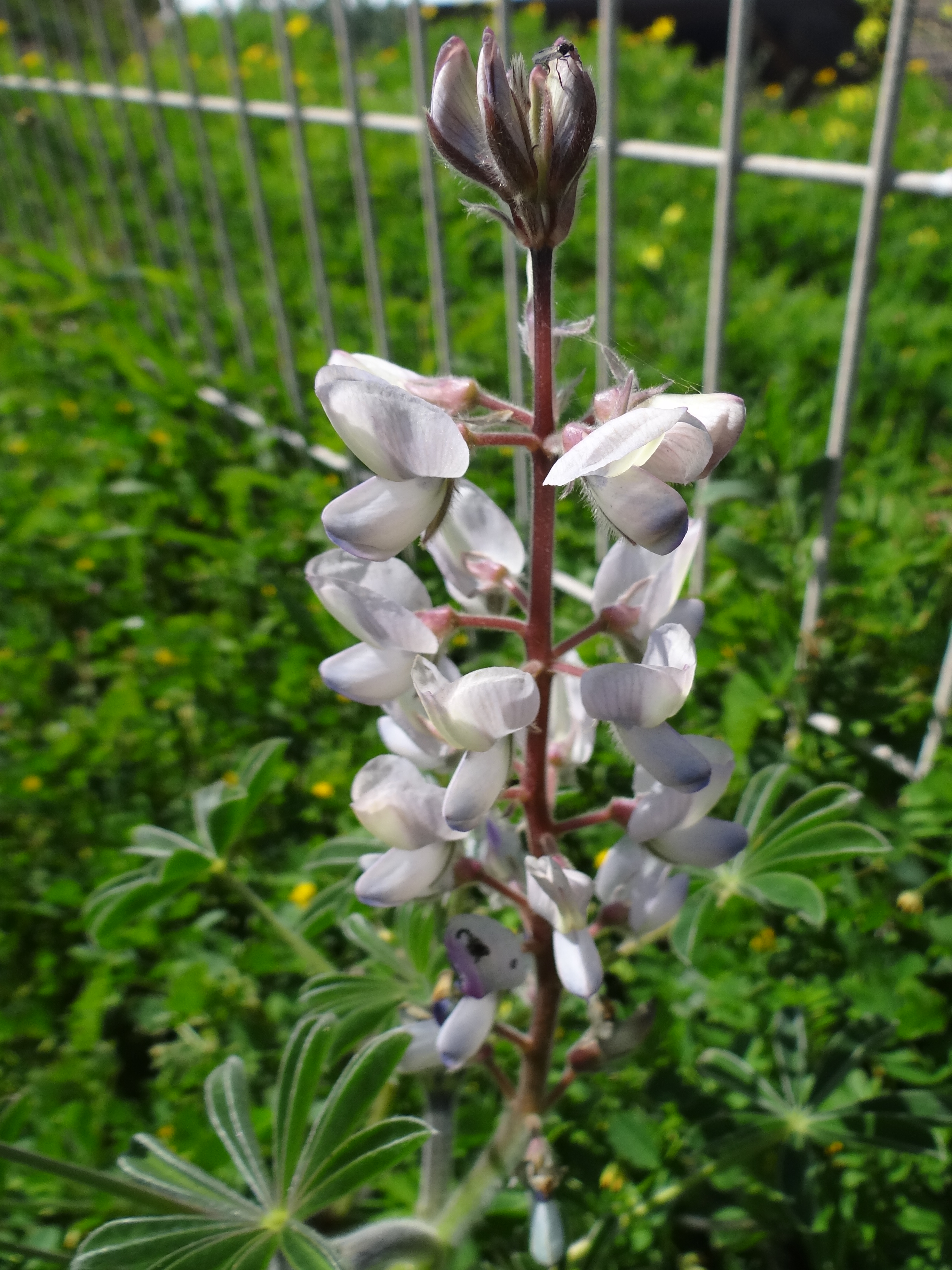
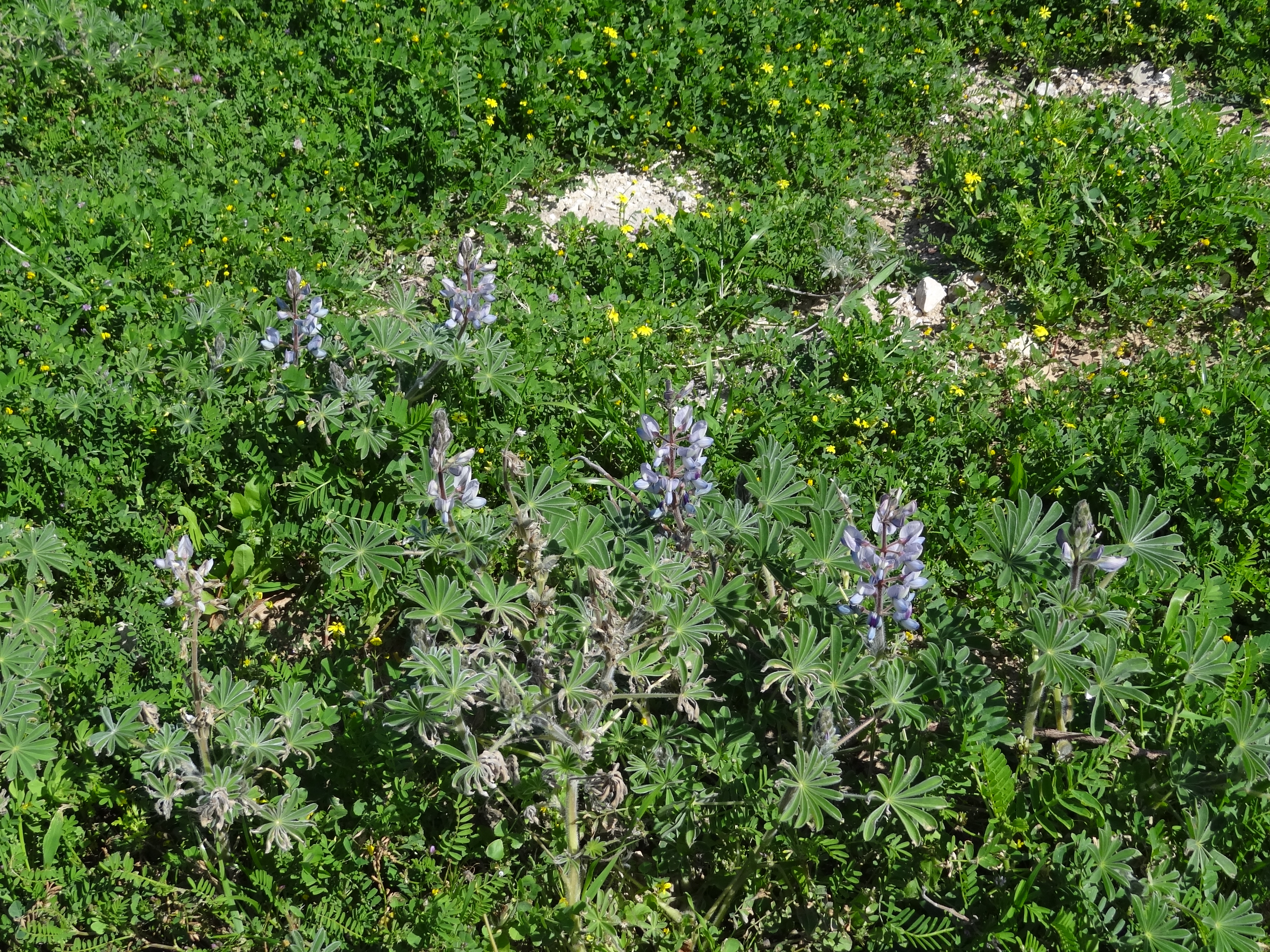
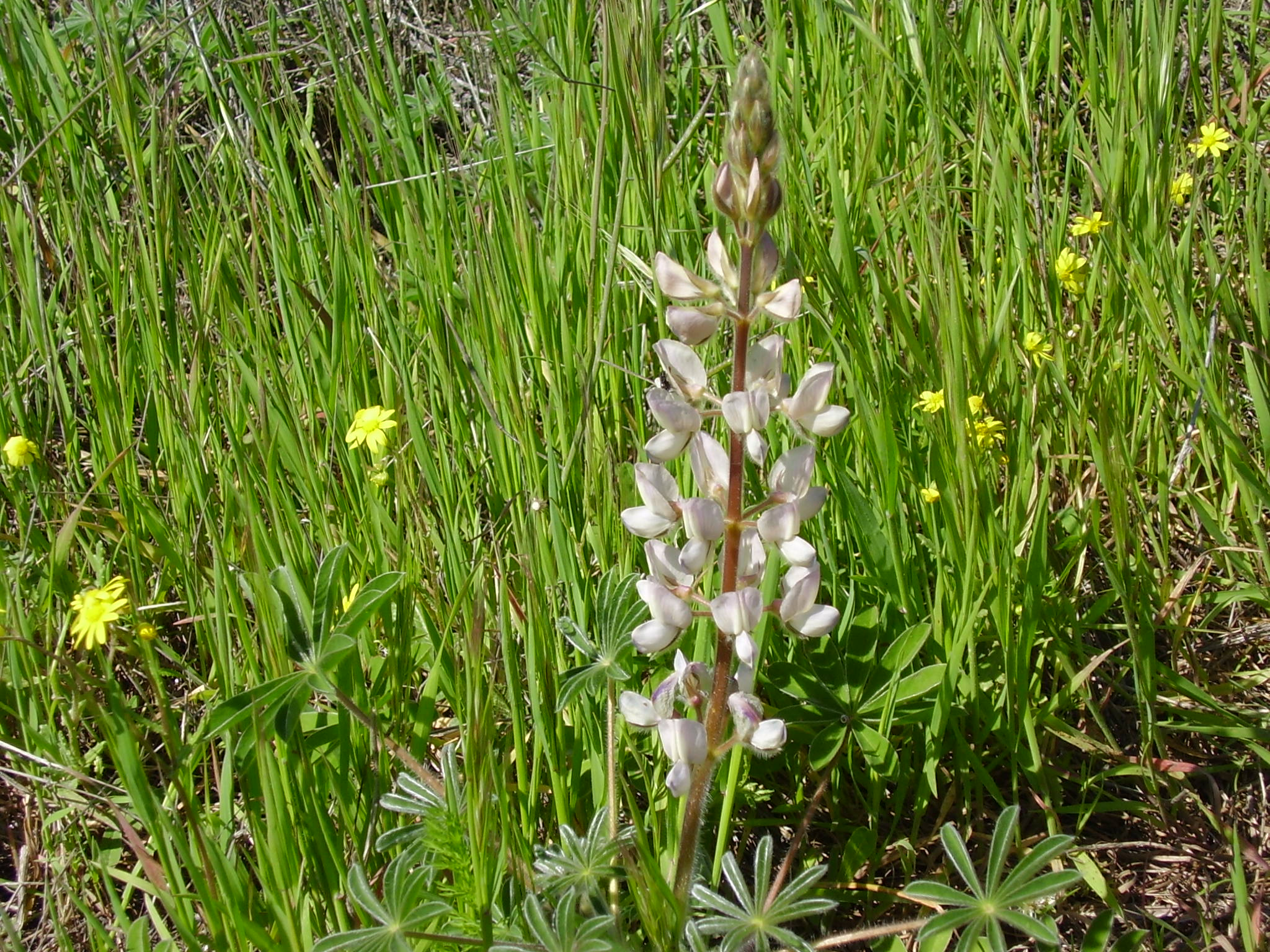